# 斛律武都
斛律武都（544年—572年8月17日），太安郡狄那县（今山西省晋中市寿阳县）人，敕勒族，北齐左丞相、咸阳王斛律光长子，北齐驸马、官员。

## 生平
天保四年（553年），斛律金卸任肆州刺史，被征召为太师返回晋阳，齐文宣帝高洋亲临斛律金的私人住所，陈设酒宴寻欢作乐，齐文宣帝十分欣喜，对斛律金说：“您立有大功，辅助高氏开创基业，父子两代忠诚为国，我应当和您家结为婚姻，让您家永远都做高氏的屏障。”齐文宣帝因此下诏斛律武都出任通直散骑侍郎、娶义宁公主，拜驸马都尉。结婚成礼当天，齐文宣帝和皇太后娄昭君亲临斛律金家，皇后李祖娥、太子高殷和诸王都跟随而来，以显示对斛律金的亲近优待。
斛律武都很快升任散骑常侍，加安东将军、仪同三司，封兴势侯，出任使持节、都督西兖州诸军事、西兖州刺史，很快转任持节、梁州诸军事、梁州刺史，又加开府仪同三司，另外封永安县开国侯，被征召回京担任侍中、左卫大将军，食幹清河郡。之后斛律武都外任使持节、都督兖州诸军事、骠骑大将军、兖州刺史，很快加特进，又任太子太保，仍为兖州刺史。斛律武都性子贪婪暴虐，任官并没有政绩，只做搜刮财货的事，侵夺百姓。武平年间，斛律武都外任兖州刺史，经过朝歌县时，县令县丞及属下搜刮了数千匹绢送上。斛律武都到了黎阳郡，命令部下暗示黎阳郡太守石曜及属下县官送礼。石曜手持一束绢对斛律武都说：“这是我老石用织机纺的，姑且送给您。您一路到此而来所取财物都出自官吏和百姓，官吏和百姓的物品，一丝一毫也不敢胡乱侵犯。”斛律武都知道石曜是个清正纯粹的儒者，只是笑也不责罚他。
武平三年（572年），斛律光被杀，七月廿三日（572年8月17日），斛律武都在兖州被朝廷的使者处斩，时年虚岁廿九。斛律武都的弟弟斛律世雄、斛律恒伽都被赐死。斛律武都的儿子斛律锺因为年仅数岁，免于一死，北齐灭亡后，北周追赠斛律武都为使持节、上开府、仪同大将军、怀平邵三州刺史。建德六年岁次丁酉八月壬寅朔十九日庚申（577年9月17日），斛律武都和妻子义宁公主合葬于邺城西北十里。

## 家庭

### 祖父
- 斛律金，北齐黄钺、相国、忠武王[4]

### 父亲
- 斛律光，北齐左丞相、咸阳王，赠上柱国、崇国公[4]

### 兄弟姐妹
- 斛律须达，北齐开府仪同三司、护军将军、钜鹿郡开国公
- 斛律世雄，北齐开府仪同三司
- 斛律恒伽，北齐假仪同三司
- 斛律皇后